# Santa Venerina
Santa Venerina là một đô thị ở tỉnh Catania trong vùng Sicilia, có khoảng cách khoảng 160 km về phía đông nam của Palermo và cách khoảng 20 km về phía đông bắc của Catania. Tại thời điểm ngày 31 tháng 12 năm 2004, đô thị này có dân số 8.148 người và diện tích là 18,8 km².
Santa Venerina giáp các đô thị: Acireale, Giarre, Zafferana Etnea.